# سرجیو گارسیا
سرجیو گارسیا د لا فئونته (اسپانیایی: Sergio García de la Fuente‎) یک بازیکن فوتبال اهل اسپانیا است که برای باشگاه ورزشی اسپانیول، در پست مهاجم بازی می‌کند.
وی همچنین برای تیم ملی فوتبال اسپانیا و کاتالونیا بازی کرده‌است و سابقهٔ بازی در همه رده‌های سنی تیم ملی فوتبال اسپانیا را در کارنامه دارد.